# Bombardeamentos de Ennedi
Os bombardeamentos de Ennedi ocorreram de 3 a 6 de fevereiro de 2019 e foram realizados pelas forças aéreas francesas contra uma coluna de rebeldes chadianos da União das Forças de Resistência (UFR), no planalto de Ennedi.

## Prelúdio
Em janeiro de 2019, o Exército Nacional Líbio (ENL) liderado pelo Marechal Khalifa Haftar lançou uma ofensiva com o objetivo de assumir o controle do sul da Líbia, que se tornou uma base de retaguarda para grupos jihadistas, grupos rebeldes chadianos e grupos rebeldes sudaneses. A operação foi portanto realizada em coordenação com o governo do Chade e com o apoio da França.
Os rebeldes chadianos da União das Forças de Resistência (UFR), então baseados ao sul de Mourzouq, preferem abandonar o sul da Líbia ao invés de lutar contra as tropas de Haftar e iniciar uma jornada de uma semana para recuperar o território chadiano. A UFR, nesse momento, já não possuía o poder que teve outrora durante a guerra civil chadiana de 2005-2010 e seu objetivo parece estabelecer um novo reduto no deserto de Ennedi, ao invés de lançar uma ofensiva contra o governo de Idriss Déby. No entanto, a França, ativa na região do Sahel como parte da Operação Barkhane, cujo pessoal está baseado em N'Djamena, não quer que o Chade, um aliado efetivo contra os jihadistas, seja desestabilizado.

## Desenvolvimento

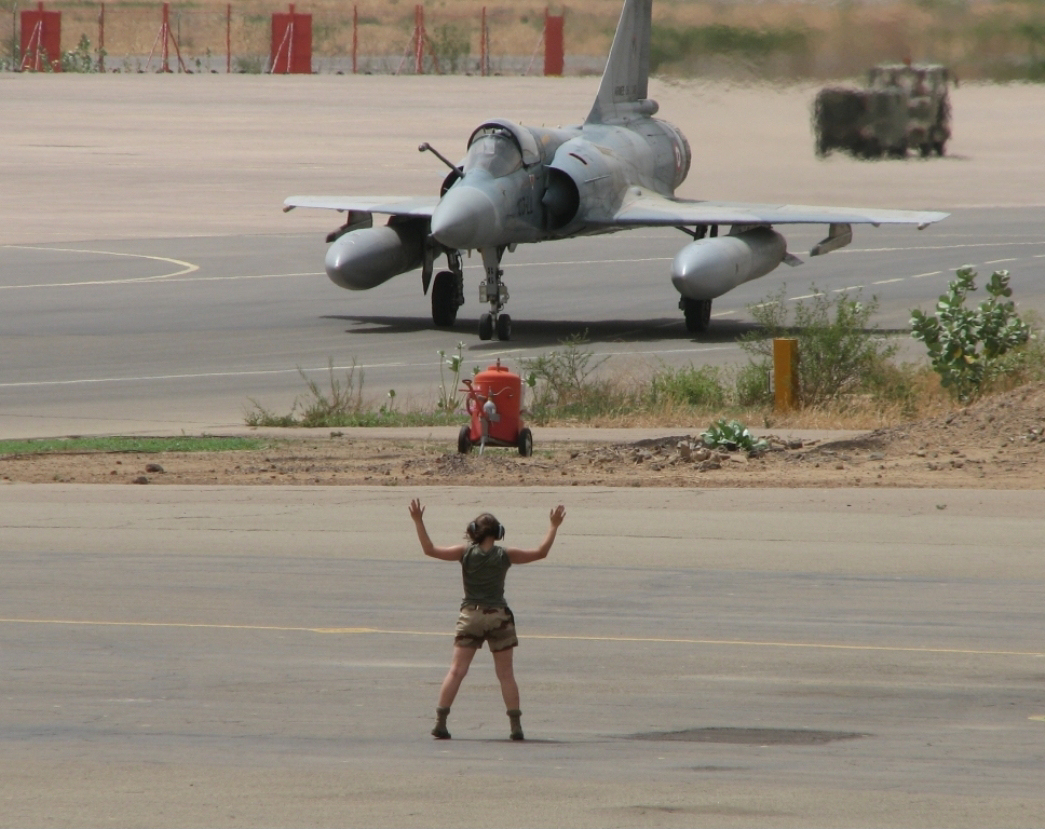
Um Mirage 2000C na base aérea 172 Fort-Lamy em dezembro de 2009.

Durante a noite de 31 de janeiro para 1 de fevereiro de 2019, uma coluna de cerca de cinquenta veículos da UFR cruzou a fronteira entre a Líbia e o Chade. Nos dias 1 e 2 de fevereiro, a Força Aérea do Chade realizou ataques aéreos de dissuasão e advertências aos quais os rebeldes não responderam. A coluna chadiana foi em seguida alvo da Força Aérea Francesa no deserto de Ennedi. Em 3 de fevereiro, após sobrevoo de alerta, a aviação francesa bombardeou a coluna duas vezes, a partir das 18h, a fim de impedir seu avanço e dispersá-la. Outros ataques aéreos aconteceram nos dias 5 e 6 de fevereiro. Os franceses mobilizaram um total de sete caças Mirage 2000 - cinco assentados na base aérea 172 Fort-Lamy em N'Djaména e dois na base aérea 101 Niamey - reabastecidos por dois C-135s e um drone de observação MQ-9 Reaper15 e executaram cerca de vinte ataques aéreos.
O Ministério dos Negócios Estrangeiros francês declarou em seguida em um comunicado que "a França interveio a pedido das autoridades do Chade para conter a incursão de elementos armados oriundos da Líbia".
As forças do Exército Nacional do Chade situadas nas bases de Ounianga Kébir e Fada desdobram-se na região de Bao, onde foram realizados os ataques aéreos franceses.
Em 5 de fevereiro, vários rebeldes se renderam às forças governamentais em Amdjarass. O líder da coluna, Tenente Ousmane Tegeun, e seus elementos a bordo de uma dúzia de picapes se refugiaram em uma caverna, perto de Bao Bilia, antes de se renderem. Outros combatentes se esconderam nas montanhas de Hadjer Marfaïn.
Após os ataques aéreos, o porta-voz da UFR, Youssouf Hamid, reage: “Uma batalha está perdida, mas não a guerra. Não sabíamos que a França iria intervir. Normalmente, eles fazem inteligência, nós sabemos disso. Não esperávamos um ataque. Não houve um único combate entre (os combatentes da UFR) e o exército chadiano. Foi a França que combateu, não os chadianos”.

## Baixas
Em 6 de fevereiro, o exército francês afirmou em um comunicado à imprensa que havia posto fora de combate cerca de vinte picapes. Em 9 de fevereiro, o governo chadiano afirma que 250 rebeldes foram feitos prisioneiros, incluindo o tenente Ousmane Tegeun, que comandava a coluna, e que cerca de quarenta veículos foram destruídos. A RFI, por sua vez, indica que, segundo várias fontes, cerca de cem combatentes se renderam. Uma fonte da AFP dentro da UFR também afirma que dez combatentes da UFR foram mortos nos ataques.
Os prisioneiros são reunidos em Amdjarass e depois conduzidos para a prisão de Koro Toro. As autoridades chadianas anunciam que os detidos não serão julgados por um tribunal militar, mas por um tribunal civil e que serão processados por "terrorismo".

## Reações
O ministro francês dos Negócios Estrangeiros Jean-Yves Le Drian, justifica a intervenção francesa em 12 de fevereiro diante do Parlamento: “Houve um ataque de um grupo rebelde vindo do sul da Líbia, que está desestabilizando, para tomar o poder pelas armas em Ndjamena e o presidente Déby pediu-nos por escrito uma intervenção para evitar este golpe de Estado oriundo do sul da Líbia e para proteger o seu próprio país. Isto está em total conformidade com o direito internacional e o primeiro-ministro informou o Presidente do Senado e da Assembleia Nacional".
A intervenção francesa é, no entanto, criticada pela oposição democrática chadiana, pelos movimentos armados de oposição ao regime de Idriss Déby, que denunciam uma ingerência da França nos assuntos internos do Chade, bem como por algumas vozes francesas que criticam o apoio dado uma ditadura. Mahamat Ahmat Alhabo, secretário-geral do Partido para as Liberdades e o Desenvolvimento (PLD) — partido de Ibni Oumar Mahamat Saleh, que faleceu em fevereiro de 2008 e foi um dos principais opositores do Presidente Idriss Déby — declara a este respeito que “a intervenção francesa viola o direito internacional porque é um problema interno que opõe uma rebelião chadiana a um governo chadiano”. Ngarlejy Yorongar, coordenador da Fédération Action pour la République  (FAR), afirma que não é “normal que a França apoie Déby”. Para Martin David, da associação Survie: "É esta ditadura que o exército francês sustenta". 